# A Hannah Montana epizódjainak listája
A következő epizódlista a Hannah Montana sorozaté, ami 2006. március 24-én debütált az amerikai Disney Csatornán. Michael Poryes, Richard Correll és Barry O'Brien készítésével, a műsor egy átlagos tinédzser lány mindennapjait követi figyelemmel, aki kettős életet él, mint a normális Miley Stewart (Miley Cyrus), aki titokban a híres énekesnő, Hannah Montana. Titkát csak a családja és a nagyon közeli barátai ismerik.

## Első évad: 2006-2007
|     |                                                          |                                                     |                                                      |                      |                      |  |  |
| 1.  | Lilly, Do You Want To Know a Secret?                     | Lilly, megsúgjak egy titkot?                        | Michael Poryes Rich Correll Barry O'Brien            | Lee Shallat-Chemel   | 2006. március 24.    |  |  |
| 2.  | Miley Get Your Gum                                       | Szájbarágó                                          | Michael Poryes                                       | David Kendall        | 2006. március 31.    |  |  |
| 3.  | She's a Supersneak                                       | A nagy szökés                                       | Kim Friese                                           | David Kendall        | 2006. április 7.     |  |  |
| 4.  | I Can't Make You Love Hannah If You Don't                | Ha nem bírod Hannah-t, nem szerettethetem meg veled | Kim Friese                                           | Roger S. Christansen | 2006. április 14.    |  |  |
| 5.  | It's My Party and I'll Lie If I Want To                  | Az én bulimban hazudok, ha akarok                   | Douglas Lieblein                                     | Roger S. Christansen | 2006. április 21.    |  |  |
| 6.  | Grandma Don't Let Your Babies Grow Up to Play Favorites  | Nagyi és királynő                                   | Douglas Lieblein                                     | Roger S. Christansen | 2006. április 28.    |  |  |
| 7.  | It's a Mannequin's World                                 | Ruha teszi...                                       | Howard Meyers                                        | Roger S. Christansen | 2006. május 12.      |  |  |
| 8.  | Mascot Love                                              | (Kabala)állati szerelem                             | Sally Lapiduss                                       | Roger S. Christansen | 2006. május 26.      |  |  |
| 9.  | Ooo, Ooo, Itchy Woman                                    | Bosszú, édes bosszú                                 | Gary Dontzig Steven Peterman                         | David Kendall        | 2006. június 10.     |  |  |
| 10. | O Say, Can You Remember the Words?                       | Szó bennszakad...                                   | Sally Lapiduss                                       | Lee Shallat-Chermel  | 2006. június 30.     |  |  |
| 11. | Oops! I Meddled Again!                                   | Jaj, megint bekavartam!                             | Lisa Albert                                          | Chip Hurd            | 2006. július 15.     |  |  |
| 12. | On the Road Again?                                       | Újra, turné                                         | Steven James Meyer                                   | Roger S. Christansen | 2006. július 28.     |  |  |
| 13. | You're So Vain, You Probably Think This Zit is About You | Fiúságok, hiúságok                                  | Todd J. Greenwald                                    | Chip Hurd            | 2006. augusztus 12.  |  |  |
| 14. | New Kid in School                                        | Új srác a suliban                                   | Todd J. Greenwald                                    | Kenneth Sapiro       | 2006. augusztus 18.  |  |  |
| 15. | More Than a Zombie to Me                                 | Se veled, se nélkülem                               | Steven Peterman                                      | Roger S. Christansen | 2006. szeptember 8.  |  |  |
| 16. | Good Golly, Miss Dolly                                   | Dolly Poppins                                       | Sally Lapiduss                                       | Roger S. Christansen | 2006. szeptember 29. |  |  |
| 17. | Torn Between Two Hannah's                                | Két Hannah közt                                     | Todd J. Greenwald Valerie Ahern Christian McLaughlin | Roger S. Christansen | 2006. október 14.    |  |  |
| 18. | People Who Use People                                    | Kihasználni másokat                                 | Michael Poryes                                       | Shannon Flynn        | 2006. november 3.    |  |  |
| 19. | Money for Nothing, Guilt for Free                        | Pénzt vagy...!                                      | Heather Wordman                                      | Roger S. Christansen | 2006. november 26.   |  |  |
| 20. | Debt It Be                                               | Adós, fizess!                                       | Heather Wordham Sally Lapiduss                       | Roger S. Christansen | 2006. december 1.    |  |  |
| 21. | My Boyfriend's Jackson and There's Gonna Be Trouble      | Aki Jacksonnal jár, megjárja!                       | Andrew Green Sally Lapiduss                          | Roger S. Christansen | 2007. január 1.      |  |  |
| 22. | We Are Family – Now Get Me Some Water!                   | Tesó, hozz egy pohár vizet!                         | Jay J. Demopoulos Andrew Green                       | Roger S. Christansen | 2007. január 7.      |  |  |
| 23. | Schooly Bully                                            | Nagy baj ez a csaj                                  | Douglas Lieblein Heather Wordham                     | Roger S. Christansen | 2007. január 19.     |  |  |
| 24. | The Idol Side of Me                                      | Kölcsön kinyír visszajár                            | Douglas Lieblein                                     | Fred Savage          | 2007. február 9.     |  |  |
| 25. | Smells Like Teen Sellout                                 | A parfüm szaga                                      | Heather Wordhan                                      | Sheldon Epps         | 2007. március 2.     |  |  |
| 26. | Bad Moose Rising                                         | Nehéz málna a nátha                                 | Douglas Lieblein Steven James Meyer                  | Roger S. Christansen | 2007. március 30.    |  |  |

## Második évad: 2007-2008
|       |                                              |                                              |                                             |                       |                      |  |  |
| 1.    | Me and Rico Down by the Scoolyard            | Én és Rico a suli udvarán                    | Heather Wordham                             | Roger S. Christansen  | 2007. április 23.    |  |  |
| 2.    | Cuffs Will Keep Us Together                  | Ami összebilincsel                           | Steven Peterman                             | Roger S. Christiansen | 2007. április 24.    |  |  |
| 3.    | You Are So Sue-able to Me                    | A bíróságon találkozunk                      | Sally Lapiduss                              | Roger S. Christiansen | 2007. április 25.    |  |  |
| 4.    | Get Down Study-udy-udy                       | Tanulni, tanulni, tanulni                    | Andrew Green                                | Roger S. Christiansen | 2007. április 26.    |  |  |
| 5.    | I Am Hannah, Hear Me Croak                   | Hannah vagyok, hallasz?                      | Michael Poryes                              | Roger S. Christiansen | 2007. április 27.    |  |  |
| 6.    | You Gotta Not Fight for Your Right to Party  | Nem kell harcolni a jogodért, hogy bulizhass | Steven James Meyer                          | Jody Margolin Hahn    | 2007. május 4.       |  |  |
| 7.    | My Best Friend's Boyfriend                   | A legjobb barátnőm barátja                   | Jay J. Demopoulos                           | Roger S. Christiansen | 2007. május 18.      |  |  |
| 8.    | Take This Job and Love It                    | Változtass munkát                            | Sally Lapiduss                              | Roger S. Christiansen | 2007. június 16.     |  |  |
| 9-10. | Achy Jakey Heart                             | Szívfájdalom                                 | Douglas Lieblein                            | Rich Correll          | 2007. június 24.     |  |  |
| 11.   | Sleepwalk This Way                           | Alvajárás                                    | Heather Wordham                             | Roger S. Christansen  | 2007. július 7.      |  |  |
| 12.   | When You Wish You Were the Star              | Vigyázz mit kívánsz, mert valóra válhat      | Douglas Lieblein                            | Roger S. Christansen  | 2007. július 14.     |  |  |
| 13.   | I Want You to Want Me... to Go to Florida    | Akarom, hogy akard... hogy Floridába menjek  | Michael Poryes                              | Roger S. Christansen  | 2007. július 14.     |  |  |
| 14.   | Everybody Was Best-Friend Fighting           | Legjobb barátok versenye                     | Sally Lapiduss                              | Jody Margolin Hahn    | 2007. július 29.     |  |  |
| 15.   | Song Sung Bad                                | Éneklecke                                    | Ingrid Escajeda                             | Roger S. Christiansen | 2007. augusztus 4.   |  |  |
| 16.   | Me and Mr. Jonas and Mr. Jonas and Mr. Jonas | Én és Mr. Jonas és Mr. Jonas és Mr. Jonas    | Douglas Lieblein                            | Mark Cendrowski       | 2007. augusztus 17.  |  |  |
| 17.   | Don't Stop 'Til You Get the Phone            | Ne állj le, míg nem szerzed meg              | Michael Poryes                              | Rich Correll          | 2007. szeptember 21. |  |  |
| 18.   | That's What Friends Are For?                 | Ezért vannak a jó barátok?                   | Douglas Lieblein                            | Mark Cendrowski       | 2007. október 19.    |  |  |
| 19.   | Lilly's Mom Has Got It Goin' On              | Lilly Mamája                                 | Norm Gunzenhauser                           | Jody Margolin Hahn    | 2007. november 10.   |  |  |
| 20.   | I Will Always Loathe You                     | Örök harag                                   | Michael Poryes                              | Roger S. Christiansen | 2007. december 7.    |  |  |
| 21.   | Bye Bye Ball                                 | Trófea                                       | Heather Wordham                             | Sam Lambert           | 2008. január 13.     |  |  |
| 22.   | (We're So Sorry) Uncle Earl                  | Bocs, Earl bácsi                             | Robin J. Stein                              | Rich Correll          | 2008. március 21.    |  |  |
| 23.   | The Way We Almost Weren't                    | Majdnem nem                                  | Andrew Green                                | Rich Correll          | 2008. május 4.       |  |  |
| 24.   | You Didn't Say It Was Your Birthday          | (Nem mondtad, hogy ez a te) szülinapod       | Heather Wordham                             | Rich Correll          | 2008. július 6.      |  |  |
| 25.   | Hannah in the Sreets with Diamonds           | Hannah az utcán, gyémántokkal                | Jay J. Demopoulos Steven James Meyer        | Roger S. Christiansen | 2008. július 20.     |  |  |
| 26.   | Yet Another Side of Me                       | A legújabb én                                | Andrew Green Sally Lapiduss Heather Wordham | Shannon Flynn         | 2008. augusztus 3.   |  |  |
| 27.   | The Test of My Love                          | A szerelem próbája                           | Jay J. Demopoulos                           | Rich Correll          | 2008. augusztus 31.  |  |  |
| 28.   | Joannie B. Goode                             | Joannie vagy nem Joannie                     | Andrew Green                                | Rondell Sheridan      | 2008. szeptember 14. |  |  |
| 29.   | We're All on This Date Together              | Tömeges randi                                | Steven Peterman                             | Roger S. Christiansen | 2008. október 12.    |  |  |
| 30.   | No Sugar, Sugar                              | Nem Cukor, Cukor                             | Sally Lapiduss                              | Art Manke             | Levetítetlen Epizód  |  |  |

## Harmadik évad: 2008-2009
|     |                                           |                                   |                                        |                       |                      |  |  |
| 1.  | He Ain't a Hottie, He's my Brother        | A srác nem menő, csak a bátyám    | Steven James Meyer                     | Rich Correll          | 2008. november 2.    |  |  |
| 2.  | Ready, Set, Don't Drive                   | Vigyázz, kész, ne vezess          | Jay J. Demopoulus                      | Rich Correll          | 2008. november 9.    |  |  |
| 3.  | Don't Go Breaking My Tooth                | Ne törd darabokra a fogamat       | Michael Poryes                         | Rich Correll          | 2008. november 16.   |  |  |
| 4.  | You Never Give Me My Money                | Pénzt vissza nem adunk            | Andrew Green                           | Roger S. Christansen  | 2008. november 23.   |  |  |
| 5.  | Killing Me Softly with His Height         | Magassági Probléma                | Steven Peterman                        | Rich Correll          | 2008. december 14.   |  |  |
| 6.  | Would I Lie to You, Lilly?                | Hazudnék én neked, Lilly?         | Michael Poryes                         | Shelley Jensen        | 2009. január 11.     |  |  |
| 7.  | You Gotta Lose That Job                   | Veszítsd el a felkérést!          | Heather Wordman                        | Steve Zuckerman       | 2009. február 16.    |  |  |
| 8.  | Welcome to the Bungle                     | Sárgarépa-bonyodalmak             | Steven Peterman                        | Shelley Jensen        | 2009. március 1.     |  |  |
| 9.  | Papa's Got a Brand New Friend             | Robby legjobb barátja             | Maria Brown-Gallengerg                 | Shelley Jensen        | 2009. március 8.     |  |  |
| 10. | Cheat It                                  | Puskázás és hazugságok            | Jay J. Demopoulos Steven James Meyer   | Shannon Flynn         | 2009. március 15.    |  |  |
| 11. | Knock Knock Knockin' on Jackson's Head    | Jackson és az emlékezetkiesés     | Andrew Green                           | Rich Correll          | 2009. március 22.    |  |  |
| 12. | You Gove Lunch a Bad Name                 | Rettegett nagyi                   | Heather Wordman                        | Rich Correll          | 2009. március 29.    |  |  |
| 13. | What I Don't Like About You               | Amit utálok benned                | Douglas Lieblein                       | Rich Correll          | 2009. április 19.    |  |  |
| 14. | Promma Mia                                | Sulibál                           | Heather Wordham                        | Rich Correll          | 2009. május 3.       |  |  |
| 15. | Once, Twice, Three Times Afraidy          | Egy, kettő, három udvarló         | Jay J. Demopoulos Steven James Meyer   | Shannon Flynn         | 2009. május 17.      |  |  |
| 16. | Jake... Another Little Piece of My Heart  | Jake megnősül                     | Douglas Lieblein                       | Roger S. Christiansen | 2009. június 7.      |  |  |
| 17. | Miley Hurt the Feelings of the Radio Star | Miley és a rádiózás               | Maria Brown-Gallenberg                 | Rich Correll          | 2009. június 14.     |  |  |
| 18. | He Could Be the One                       | Lehet, hogy ő az igazi            | Maria Brown-Gallenberg Heather Wordham | Rich Correll          | 2009. július 5.      |  |  |
| 19. | Super(stitious) Girl                      | Babonás szuperlány                | Michael Poryes Steven Peterman         | Rich Correll          | 2009. július 17.     |  |  |
| 20. | I Honestly Love You (No, Not You)         | Őszintén szeretlek (de nem téged) | Andrew Green                           | Shannon Flynn         | 2009. július 26.     |  |  |
| 21. | For(Give) a Little Bit                    | Bocsáss meg!                      | Maria Brown-Gallenberg                 | Rich Correll          | 2009. augusztus 9.   |  |  |
| 22. | B-B-B Bad to the Chrome                   | Velejéig krómacél                 | Jay J. Demopoulos Steven James Meyer   | Shannon Flynn         | 2009. augusztus 23.  |  |  |
| 23. | Uptight (Oliver's Alright)                | Minden rendben van Oliver-rel     | Sally Lapiduss                         | Art Manke             | 2009. szeptember 20. |  |  |
| 24. | Judge Me Tender                           | A tehetségkutató verseny          | Andrew Green                           | Bob Koherr            | 2009. október 18.    |  |  |
| 25. | Can't Get Home to You Girl                | Gyere haza, kislány!              | Tom Sheeley                            | Bob Koherr            | 2009. november 8.    |  |  |
| 26. | Come Fail Away                            | Dina, a kacsa                     | Douglas Lieblein                       | Rich Correll          | 2009. december 6.    |  |  |
| 27. | Get to Get Her Out of My House            | Takarítónő a hátam közepén        | Douglas Lieblein                       | Rich Correll          | 2010. január 10.     |  |  |
| 28. | The Wheel Near my Bed (Keeps on Turnin')  | Lilly beköltözik                  | Jay J. Demopoulos Steven James Meyer   | Bob Koherr            | 2010. február 21.    |  |  |
| 29. | Miley Says Goodbye? Part 1                | Farmer a kitartó                  | Michael Poryes Steven Peterman         | Rich Correll          | 2010. március 7.     |  |  |
| 30. | Miley Says Goodbye? Part 2                | Hazahúz a szívem                  | Michael Poryes Steven Peterman         | Rich Correll          | 2010. március 14.    |  |  |

## Negyedik évad: 2010-2011
| #   | Eredeti cím                                      | Magyar cím                        | Író                                 | Rendező                          | Eredeti premier      | Magyar premier       |  |
| --- | ------------------------------------------------ | --------------------------------- | ----------------------------------- | -------------------------------- | -------------------- | -------------------- |  |
|     |                                                  |                                   |                                     |                                  |                      |                      |  |
| 1.  | Sweet Home Hannah Montana                        | Édes otthon, Hannah Montana módra | Michael Poryes Steven Peterman      | Bob Koherr                       | 2010. július 11.     | 2010. szeptember 18. |  |
| 2.  | Hannah Montana to the Principal's Office         | Hannah Montana a dirinél          | Steven James Meyer                  | Bob Koherr                       | 2010. július 18.     | 2010. szeptember 18. |  |
| 3.  | California Screamin'                             | A kiábrándító sikoly              | Jay J. Demopoulos                   | Bob Koherr                       | 2010. július 25.     | 2010. szeptember 25. |  |
| 4.  | De-Do-Do-Do, Da-Don't-Don't-Don't Tell My Secret | Ki ne add a titkomat!             | Andrew Green                        | Adam Weissman                    | 2010. augusztus 1.   | 2010. október 2.     |  |
| 5.  | It's the End of Jake as We Know It               | Ég veled Jake                     | Maria Brown-Gallenberg              | Shannon Flynn                    | 2010. augusztus 8.   | 2010. október 9.     |  |
| 6.  | Been Here All Along                              | Örökké együtt                     | Douglas Lieblein                    | Adam Weissman                    | 2010. augusztus 22.  | 2011. április 2.     |  |
| 7.  | Love That Let's Go                               | Elbocsátó szeretet                | Heather Wordham                     | Adam Weissman                    | 2010. szeptember 12. | 2010. október 23.    |  |
| 8.  | Hannah's Gonna Get This                          | Hannah összehozza                 | Steven James Meyer Donna Jatho      | Bob Koherr                       | 2010. október 3.     | 2010. október 30.    |  |
| 9.  | I'll Always Remember You                         | Sosem feledlek el                 | Andrew Green Maria Brown-Gallenberg | Bob Koherr Shannon Flynn         | 2010. november 7.    | 2010. november 7.    |  |
| 10. | Can You See The Real Me?                         | Látod, ki is vagyok?              | Douglas Lieblein                    | John D'Incecco                   | 2010. december 5.    | 2011. január 29.     |  |
| 11. | Kiss It All Goodbye                              | Ezt már lesheted                  | Heather Wordham Bob Koherr          | Shannon Flynn                    | 2010. december 19.   | 2011. február 26.    |  |
| 12. | I Am Mamaw, Hear Me Roar!                        | A haragos nagymami                | Heather Wordham                     | Bob Koherr                       | 2011. január 9.      | 2011. március 26.    |  |
| 13. | Wherever I Go                                    | Bárhová megyek                    | Bob Koherr                          | Michael Poryes & Steven Peterman | 2011. január 16.     | 2011. április 23.    |  |
| 14. | Goodbye casts                                    | A szereplők búcsúznak             | TBA                                 | TBA                              | 2011 március         | 2011 március vége    |  |